# 林春 (正德進士)
林春（1478年—？），字德元，福建泉州府晉江縣人，民籍，明朝政治人物。

## 生平
正德八年（1513年）癸酉科福建鄉試第三十九名舉人。正德十二年（1517年）中式丁丑科會試第二百六十四名，登第三甲第一百八十五名進士。工部观政，授南京監察御史，卒。

## 家族
曾祖林弦弼；祖父林崇濬；父林璽，母吳氏；繼母吳氏。具庆下。弟林夏、林秋。